# Bataille d'Aizenay (1794)
Pour les articles homonymes, voir Bataille d'Aizenay.
Guerre de Vendée
Batailles
La bataille d'Aizenay a lieu le 26 janvier 1794 lors de la guerre de Vendée. Elle s'achève par la victoire des Vendéens qui s'emparent du bourg d'Aizenay.

## Prélude
Après sa blessure à la Bataille de Grasla, le général vendéen Charette reste caché pendant plusieurs jours avec une petite suite dans le couvent du Val de Morière, à Touvois, puis dans la forêt de Grasla, au sud des Brouzils. Le 26 janvier, il attaque Aizenay. 

## Forces en présence
Le poste est défendu par une garnison de 400 hommes, constituée d'après le général Bard de « jeunes gens de la nouvelle levée »,,. 
Du côté des Vendéens, les combattants engagés sont « très nombreux » d'après le général Bard. Dans ses mémoires, l'officier royaliste Pierre-Suzanne Lucas de La Championnière affirme au contraire qu'à cette période, l'armée se désagrège. L'historien Alain Gérard porte quant à lui le nombre des Vendéens à 1 500.

## Déroulement
Les Vendéens envahissent le poste et mettent la garnison en déroute sans rencontrer de résistance sérieuse. Ils ne s'attardent pas et se seraient ensuite retirés sur Maché.
Le 1er février, les Vendéens tentent de nouveau d'investir Aizenay, cette fois sans succès,.

## Pertes
D'après Alain Gérard, 116 républicains sont tués sur les 400 de la garnison.